# Писаржович, Юлиус
Юлиус Писаржович (правильнее Писаржовиц, чеш. Julius Pisařovic, также Пизаровиц, нем. Julius Antonius Klemens Pisarowitz; 23 ноября 1811, Прага — 24 мая 1881, Збраслав, ныне в составе Праги) — чешский кларнетист и музыкальный педагог.
В 1825—1831 гг. учился в Пражской консерватории у Вацлава Фарника. Играл в оркестре Сословного театра. С 1843 г. и до конца жизни сам преподавал в Пражской консерватории, среди его учеников Йозеф Фридрих. Автор учебника игры на кларнете, представляющего собой переработку пособия Жана-Ксавье Лефевра.
Писаржовичу посвящены песни Франтишека Шкроупа «Прядущая невеста» (чеш. Nevěsta předoucí) и «Шалашница» (чеш. Salašnice) с обязательными партиями кларнета. Кроме того, на исполнительские возможности Писаржовича рассчитывал Бедржих Сметана, сочиняя кларнетные партии для цикла «Моя родина» и других сочинений.
Отец четырёх детей, среди которых дирижёр Артур Пизаровиц (1854—1917), работавший в Нидерландах, и оперная певица Мария Писаржовицова.